# هیالمار اندرسون
هیالمار اندرسون (سوئدی: Hjalmar Andersson؛ ۱۳ ژوئیه ۱۸۸۹ – ۲ نوامبر ۱۹۷۱) دونده اهل سوئد بود.
وی در مسابقات کشوری و بین‌المللی در مجموع برندهٔ ۱ مدال طلا، ۱ مدال نقره شده‌است.